# Silberstraße

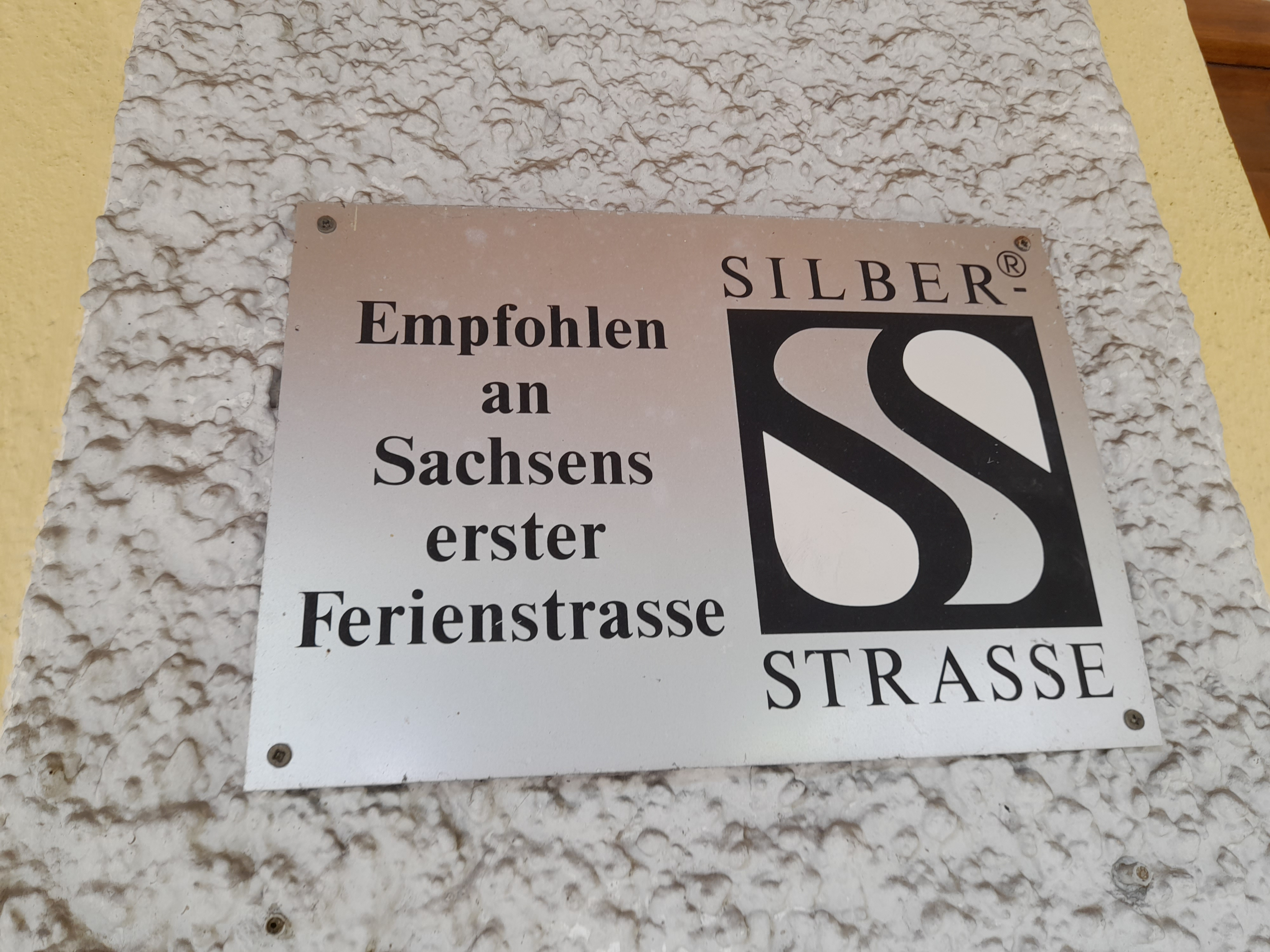

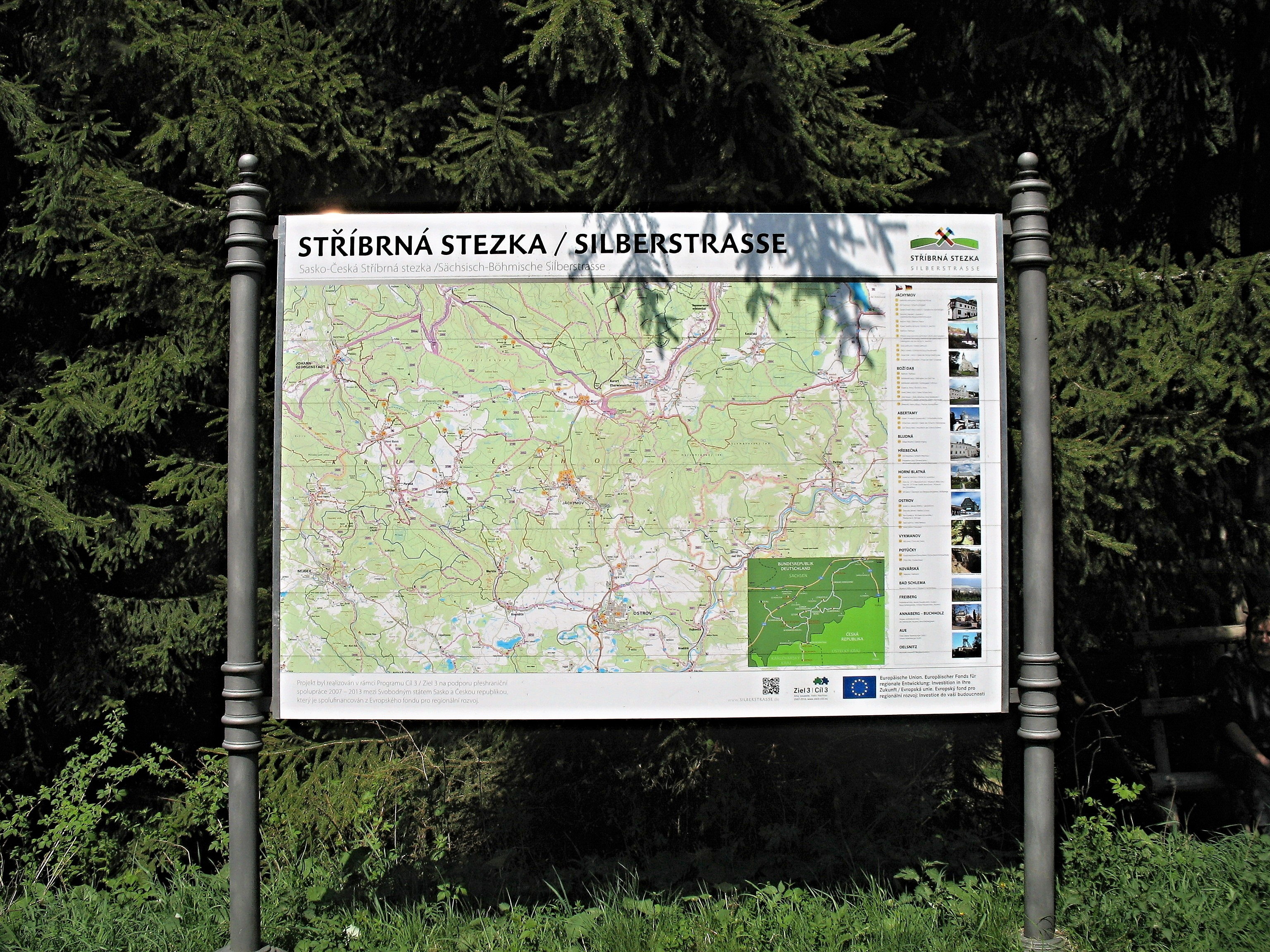

De (Sächsisch-Böhmische) Silberstraße of Stříbrná stezka is een toeristische autoroute in Saksen, Duitsland en Tsjechië. De 140 kilometer lange bewegwijzerde route langs onder andere Dresden, Zwickau en Annaberg-Buchholz werd in 2012 verlengd tot het Tsjechische Ostrov. Ze is gewijd aan de mijnbouw in het Ertsgebergte.